# Анины Салманы
А́нины Салма́ны — деревня в Алькеевском районе  Республики Татарстан Российской Федерации. Входит в состав Салманского сельского поселения.

## География
Деревня расположена на реке Салманка, в 16 километрах к северо-западу от села Базарные Матаки.    

## Население
| 1859 | 1897 | 1908 | 1920 | 1926 | 1938 | 1949 | 1958 | 1970 | 1979 | 1989 | 2000 |
| ---- | ---- | ---- | ---- | ---- | ---- | ---- | ---- | ---- | ---- | ---- | ---- |
| 385  | 460  | 540  | 472  | 320  | 197  | 149  | 135  | 112  | 79   | 76   | 85   |

## Экономика
Молочное скотоводство.

## Социальная инфраструктура
Начальная школа, клуб.